# Pokal Saporta
Pokal Saporta je bilo evropsko košarkarsko tekmovanja zmagovalcev nacionalnih pokalnih tekmovanj, ki je po različnimi imeni potekalo od leta 1967 do 2002.
Tekmovanje je bilo večkrat preimenovano:
- 1967 - 1991 : Evropski pokal pokalnih zmagovalcev
- 1992 - 1996 : Evropski pokal
- 1997 - 1998 : Evropokal
- 1999 - 2002 : Pokal Saporta

## Zmagovalci
| Leto |                        | Finale            | Finale                  | Finale |
| Leto | Prvak                  | Finalna tekma     | Podprvak                |        |
| ---- | ---------------------- | ----------------- | ----------------------- | ------ |
| 1967 | Ignis Varese           | 77 - 67 , 60 - 67 | Maccabi Tel Aviv        |        |
| 1968 | AEK Athens             | 89 - 82           | Slavia Praha            |        |
| 1969 | Slavia Praha           | 80 - 74           | Dinamo Tbilisi          |        |
| 1970 | Fides Parténope Napoli | 60 - 64 , 87 - 65 | Jeanne d'Arc Vichy      |        |
| 1971 | Spartak Leningrad      | 66 - 56 , 71 - 52 | Simmenthal Milano       |        |
| 1972 | Simmenthal Milano      | 74 - 70           | KK Crvena zvezda        |        |
| 1973 | Spartak Leningrad      | 77 - 62           | Jugoplástika Split      |        |
| 1974 | KK Crvena zvezda       | 87 - 75           | Spartak Brno            |        |
| 1975 | Spartak Leningrad      | 63 - 62           | KK Crvena zvezda        |        |
| 1976 | Cinzano Milano         | 88 - 83           | ASPO Tours              |        |
| 1977 | Forst Cantú            | 87 - 86           | Radnicki Beograd        |        |
| 1978 | Gabetti Cantú          | 84 - 82           | Synudine Bologna        |        |
| 1979 | Gabetti Cantú          | 83 - 73           | Den Bosch               |        |
| 1980 | Emerson Varese         | 90 - 88           | Gabetti Cantú           |        |
| 1981 | Squibb Cantú           | 86 - 82           | FC Barcelona            |        |
| 1982 | Cibona Zagreb          | 96 - 95           | Real Madrid             |        |
| 1983 | Scavolini Pesaro       | 111 - 99          | ASVEL Lyon-Villeurbanne |        |
| 1984 | Real Madrid            | 82 - 81           | Simac Milano            |        |
| 1985 | FC Barcelona           | 77 - 73           | Zalgiris Kaunas         |        |
| 1986 | FC Barcelona           | 101 - 86          | Scavolini Pesaro        |        |
| 1987 | Cibona Zagreb          | 89 - 74           | Scavolini Pesaro        |        |
| 1988 | CSP Limoges            | 96 - 89           | Joventut Badalona       |        |
| 1989 | Real Madrid            | 117 - 113         | Snaidero Caserta        |        |
| 1990 | Knorr Bologna          | 79 - 74           | Real Madrid             |        |
| 1991 | PAOK                   | 76 - 72           | CAI Zaragoza            |        |
| 1992 | Real Madrid            | 65 - 63           | PAOK                    |        |
| 1993 | Aris                   | 50 - 48           | Efes Pilsen             |        |
| 1994 | Smelt Olimpija         | 91 - 81           | TAU Ceramica Vitoria    |        |
| 1995 | Benetton Treviso       | 94 - 86           | TAU Ceramica Vitoria    |        |
| 1996 | TAU Ceramica Vitoria   | 88 - 81           | PAOK                    |        |
| 1997 | Real Madrid            | 78 - 64           | Mash Verona             |        |
| 1998 | Zalgiris Kaunas        | 82 - 67           | Stefanel Milano         |        |
| 1999 | Benetton Treviso       | 64 - 60           | Pamesa Valencia         |        |
| 2000 | AEK Athens             | 83 - 76           | Kinder Bologna          |        |
| 2001 | Maroussi BC            | 74 - 72           | Elan Chalon             |        |
| 2002 | Mens Sana Basket Siena | 74 - 72           | Pamesa Valencia         |        |

## Zmagovalne postave
1966-67 Ignis Varese (Italija)
Stan McKenzie, Sauro Bufalini, Dino Meneghin, Giambattista Cescutti, Ottorino Flaborea, Massimo Villetti, Paolo Vittori, Enrico Bovone, Pierangelo Gergati, R.Gergati (Trener: Vittorio Tracuzzi)

1967-68 AEK Athens (Grčija)
Georgios Amerikanos, Georgios Trontzos, Christos Zoupas, Stelios Vasiliadis, Eas Larentzakis, Antonis Christeas, Lakis Tsavas, Petros Petrakis, Nikos Nesiadis, Andreas Dimitriadis, Georgios Tronazos (Trener: Nikos Milas)

1968-69 Slavia Prague (Češkoslovaška)
Jiri Zidek Sr., Jiri Ruzicka, Robert Mifka, Jiri Ammer, Bohumil Tomasek, Karel Baroch, Jaroslav Krivy, Jiri Konopasek (Trener: Jaroslav Sip)

1969-70 Fides Partenope Napoli (Italija)
Miles Aiken, Jim Williams, Sauro Bufalini, Carlos d'Aquila, Remo Maggetti, Giovanni Gavagnin, Francijasco Ovi, Antonio Errico, Vincenzo Errico, Manfredo Fucile, Renato Abbate, Leonardo Coen (Trener: Antonio Zorzi)

1970-71 Olimpia Simmenthal Milano (Italija)
Art Kenney, Massimo Masini, Renzo Bariviera, Giulio Iellini, Giorgio Giomo, Giuseppe Brumatti, Paolo Bianchi, Giorgio Papetti, Mauro Cerioni, Roberto Paleari, Gaggiotti (Trener: Cesare Rubini)

1971-72 Olimpia Simmenthal Milano (Italija)
Art Kenney, Massimo Masini, Renzo Bariviera, Giulio Iellini, Giuseppe Brumatti, Mauro Cerioni, Paolo Bianchi, Giorgio Giomo, Doriano Iacuzzo, Sergio Borlenghi, Ferrari (Trener: Cesare Rubini)

1972-73 Spartak Leningrad (Sovjetska zveza)
Aleksander Belov, Jurij Pavlov, Aleksander Bolšakov, Jurij Štukin, Andrej Makejev, Vladimir Jakovlev, Sergej Kuznecov, Leonid Ivanov, Valerij Fjodorov, Dvornij, Volkov, Rožin (Trener: Vladimir Kondrašin)

1973-74 Crvena zvezda Beograd (Jugoslavija)
Zoran Slavnić, Ljubodrag Simonović, Dragan Kapičić, Dragiša Vučinić, Radivoje Živković, Ivan Sarjanović, Zoran Lazarević, Dragoje Jovašević, Goran Rakočević, Ljubomir Žugić (Trener: Nemanja Đurić)

1974-75 Spartak Leningrad (Sovjetska zveza)
Aleksander Belov, Jurij Pavlov, Aleksander Bolšakov, Vladimir Arzamaskov, Jurij Štukin, Andrej Makejev, Vladimir Jakovlev, Sergej Kuznecov, Mihail Silantev, Leonid Ivanov, Valerij Fjodorov (Trener: Vladimir Kondrašin)

1975-76 Olimpia Cinzano Milano (Italija)
Mike Sylvester, Austin "Red" Robbins, Giuseppe Brumatti, Paolo Bianchi, Antonio Francijascatto, Sergio Borlenghi, Vittorio Ferracini, Franco Boselli, Maurizio Borghese, Maurizio Benatti, Dino Boselli, Paolo Friz (Trener: Filippo Faina)

1976-77 Forst Cantu (Italija)
Bob Lienhard, Hart Wingo, Pierluigi Marzorati, Carlo Recalcati, Fabrizio Della Fiori, Renzo Tombolato, Franco Meneghel, Giorgio Cattini, Roberto Natalini, Umberto Cappelletti, Non Prezzati, Bruno Carapacchi, Giampiero Cortinovis (Trener: Arnaldo Taurisano)

1977-78 Gabetti Cantu (Italija)
Bob Lienhard, Hart Wingo, Pierluigi Marzorati, Carlo Recalcati, Fabrizio Della Fiori, Fausto Bargna, Renzo Tombolato, Franco Meneghel, Giuseppe Gergati, Denis Innocentin, Umberto Cappelletti, Davide Bertazzini, Fabio Brambilla (Trener: Arnaldo Taurisano)

1978-79 Gabetti Cantu (Italija)
Johnny Neumann, Dave Batton, Pierluigi Marzorati, Carlo Recalcati, Fabrizio Della Fiori, Renzo Bariviera, Renzo Tombolato, Denis Innocentin, Umberto Cappelletti, Antonello Riva, Non Porro, Giorgio Panzini (Trener: Arnaldo Taurisano)

1979-80 Emerson Varese (Italija)
Bob Morse, Dino Meneghin, Bruce Seals, Aldo Ossola, Alberto Mottini, Maurizio Gualco, Enzo Carraria, Fabio Colombo, Mauro Salvaneschi, Antonio Campiglio, Riccardo Caneva, Marco Bergonzoni (Trener: Edoardo Rusconi)

1980-81 Squibb Cantu (Italija)
Pierluigi Marzorati, Antonello Riva, Bruce Flowers, Tom Boswell, Renzo Bariviera, Renzo Tombolato, Denis Innocentin, Giorgio Cattini, Terry Stotts, Umberto Cappelletti, Eugenio Masolo, Antonio Sala, Valerio Fumagalli, Giuseppe Bosa (Trener: Valerio Bianchini)

1981-82 Cibona Zagreb (Jugoslavija)
Krešimir Ćosić, Aleksandar Petrović, Andro Knego, Zoran Čutura, Mihovil Nakić, Sven Ušić, Damir Pavličević, Adnan Bečić, Rajko Gospodnetić, Mlađan Cetinja, Toni Bevanda, Srđan Savović (Trener: Mirko Novosel)

1982-83 Scavolini Pesaro (Italija)
Dragan Kićanović, Željko Jerkov, Walter Magnifico, Mike Sylvester, Domenico Zampolini, Giuseppe Ponzoni, Amos Benevelli, Alessandro Boni, Massimo Bini, Gianluca Del Monte, Fabio Mancini, Antonio Sassanelli (Trener: Petar Skansi)

1983-84 Real Madrid (Španija)
Juan Antonio Corbalan, Brian Jackson, Fernando Martin, Wayne Robinson, Rafael Rullan, Fernando Romay, Juan Manuel Lopez Iturriaga, Antonio Martín, Francisco Jose Velasco, Juan Antonio Orenga, Wilson Simon (Trener: Lolo Sainz)

1984-85 FC Barcelona (Španija)
Juan Antonio San Epifanio, Chicho Sibilio, Ignacio Solozabal, Mike Davis, Otis Howard, Juan Domingo De la Cruz, Xavi Crespo, Pedro Ansa, Arturo Seara, Julian Ortiz, Angel Heredero (Trener: Antoni Serra / Manuel Flores)

1985-86 FC Barcelona (Španija)
Juan Antonio San Epifanio, Chicho Sibilio, Ignacio Solozabal, Greg Wiltjer, Mark Smith, Juan Domingo De la Cruz, Xavi Crespo, Arturo Seara, Julian Ortiz, Steve Trumbo, Ferran Martinez, Angel Heredero, Jordi Soler (Trener: Aito Garcia Reneses)

1986-87 Cibona Zagreb (Jugoslavija)
Dražen Petrović, Aleksandar Petrović, Danko Cvjetičanin, Andro Knego, Zoran Čutura, Mihovil Nakić, Franjo Arapović, Sven Ušić, Branko Vukićević, Adnan Bečić, Nebojša Razić (Trener: Janez Drvarič / Mirko Novosel)

1987-88 CSP Limoges (Francija)
Richard Dacoury, Clarence Kea, Stephane Ostrowski, Greg Beugnot, Don Collins, Jacques Monclar, Hugues Occansey, Georges Vestris, Alain Forestier, Frederic Guinot, Jean-Luc Hribersek, Laurent Vinsou, Franck Maquaire (Trener: Michel Gomez)

1988-89 Real Madrid (Španija)
Dražen Petrović, Johnny Rogers, Fernando Martin, Jose Biriukov, Antonio Martín, Pep Cargol, Fernando Romay, Jose Luis Llorente, Enrique Villalobos, Javi Perez, Miguel Angel Cabral, Carlos Garcia (Trener: Lolo Sainz)

1989-90 Virtus Knorr Bologna (Italija)
Micheal Ray Richardson, Roberto Brunamonti, Mike Sylvester, Clemon Johnson, Augusto Binelli, Lauro Bon, Claudio Coldebella, Vittorio Gallinari, Massimiliano Romboli, Clivo Massimo Righi, Tommaso Tasso, Davide Bonora, Andrea Cempini (Trener: Ettore Messina)

1990-91 PAOK Thessaloniki (Grčija)
Branislav Prelević, Ken Barlow, John Korfas, Panagiotis Fasoulas, Nikos Boudouris, Nikos Stavropoulos, Georgios Makaras, Panagiotis Papachronis, Memos Ioannou, Achilleas Mamatsiolas, Lazaros Tsakiris, Georgios Valavanidis (Trener: Dragan Šakota)

1991-92 Real Madrid (Španija)
Rickey Brown, Mark Simpson, Jose Biriukov, Antonio Martín, Fernando Romay, Jose Miguel Antunez, Pep Cargol, Jose Luis Llorente, Enrique Villalobos, Jonatan Angel Ojeda, José María Silva, Tomás González (Trener: Clifford Luyk)

1992-93 Aris Thessaloniki (Grčija)
Roy Tarpley, Panagiotis Giannakis, Mitchell Anderson, Michail Misounof, Dinos Angelidis, Vagelis Vourtzoumis, Georgios Gasparis, Vasilis Lipiridis, Memos Ioannou, Igor Moraitov, Theodosios Paralikas (Trener: Zvi Sherf)

1993-94 Smelt Olimpija Ljubljana (Slovenija)
Dušan Hauptman, Roman Horvat, Boris Gorenc, Žarko Đurišić, Marko Tušek, Nebojša Razić, Marijan Kraljević, Jaka Daneu, Vitali Nosov, Klemen Zaletel (Trener: Zmago Sagadin)

1994-95 Benetton Treviso (Italija)
Petar Naumoski, Orlando Woolridge, Ken Barlow, Stefano Rusconi, Riccardo Pittis, Massimo Iacopini, Andrea Gracis, Denis Marconato, Alberto Vianini, Riccardo Esposito, Maurizio Ragazzi, Federico Peruzzo, Paolo Casonato (Trener: Mike D'Antoni)

1995-96 Taugres Vitoria (Španija)
Velimir Perasović, Kenny Green, Ramon Rivas, Marcelo Nicola, Jordi Millera, Miguel Angel Reyes, Ferran Lopez, Jorge Garbajosa, Juan Pedro Cazorla, Carlos Cazorla, Carlos Dicenta, Pedro Rodriguez, Juan Ignacio Gomez (Trener: Manel Comas)

1996-97 Real Madrid (Španija)
Dejan Bodiroga, Joe Arlauckas, Alberto Herreros, Mike Smith, Juan Antonio Morales, Juan Antonio Orenga, Alberto Angulo, Jose Miguel Antunez, Ismael Santos, Roberto Nunez, Pablo Laso, Lorenzo Sanz (Trener: Željko Obradović)

1997-98 Žalgiris Kaunas (Litva)
Saulius Štombergas, Ennis Whatley, Franjo Arapović, Dainius Adomaitis, Tomas Masiulis, Virginijus Praškevičius, Darius Maskoliunas, Kęstutis Šeštokas, Mindaugas Žukauskas, Eurelijus Žukauskas, Darius Sirtautas, Tauras Stumbrys, Danya Abrams (Trener: Jonas Kazlauskas)

1998-99 Benetton Treviso (Italija)
Henry Williams, Željko Rebrača, Marcelo Nicola, Glenn Sekunda, William Di Spalatro, Tomas Jofresa, Denis Marconato, Casey Schmidt, Davide Bonora, Riccardo Pittis, Oliver Narr, Stjepan Stazić, Matteo Maestrello (Trener: Željko Obradović)

1999-00 AEK Athens (Grčija)
Anthony Bowie, Martin Muursepp, Michalis Kakiouzis, Aggelos Koronios, Nikos Chatzis, Dimos Dikoudis, Iakovos "Jake" Tsakalidis, Dan O'Sullivan, Steve Hansell, Vassilis Kikilias, Nikos Papanikolopoulos, Miltos Moschou (Trener: Dusan Ivković)

2000-01 Maroussi Athens (Grčija)
Ashraf Amaya, Jimmy Oliver, Vasco Evtimov, Georgios Maslarinos, Alexis Falekas, Sotirios Nikolaidis, Vagelis Vourtzoumis, Dimitris Marmarinos, Dimitris Karaplis, Vangelis Logothetis, Sotirios Manolopoulos, Charalampos Charalampidis, Kostas Anagnostou (Trener: Vangelis Alexandris)

2001-02 Montepaschi Siena (Italija)
Petar Naumoski, Vrbica Stefanov, Brian Tolbert, Boris Gorenc, Milenko Topić, Roberto Chiacig, Mindaugas Žukauskas, Nikola Bulatović, Alpay Öztaş, Marco Rossetti, German Scarone, Andrea Pilotti (Trener: Ergin Ataman)

## Najboljši strelci finalnih tekem
| Točke | Igralec            | Moštvo             | Leto | Nasprotnik         |
| ----- | ------------------ | ------------------ | ---- | ------------------ |
| 62    | Dražen Petrović    | Real Madrid        | 1989 | Snaidero Caserta   |
| 44    | Oscar Schmidt      | Snaidero Caserta   | 1989 | Real Madrid        |
| 36    | Rimas Kurtinaitis  | Zalgiris Kaunas    | 1985 | FC Barcelona       |
| 35    | Saulius Štombergas | Zalgiris Kaunas    | 1998 | Stefanel Milano    |
| 34    | Ferdinando Gentile | Snaidero Caserta)  | 1989 | Real Madrid        |
| 34    | Andro Knego        | Cibona Zagreb      | 1982 | Real Madrid        |
| 34    | Branislav Prelevic | PAOK Thessaloniki  | 1996 | Taugres Vitoria    |
| 33    | Roman Horvat       | Olimpija Ljubljana | 1994 | Taugres Vitoria    |
| 32    | Ken Bannister      | Taugres Vitoria    | 1994 | Olimpija Ljubljana |
| 32    | Zam Fredrick       | Scavolini Pesaro   | 1986 | FC Barcelona       |